# جوليان شيلا-فلوريس
جوليان شيلا-فلوريس (بالإنجليزية: Julian Chela-Flores) (و. 1942 – م) هو فيزيائي، وعالم فيزياء فلكية من فنزويلا . ولد في كاراكاس .

## التعليم
تعلم في جامعة لندن